# Steatomys
Steatomys es un género de roedores perteneciente a la familia Nesomyidae. Son originarias del oeste del África subsahariana.

## Especies
Contiene las siguientes especies:
- Steatomys bocagei Thomas, 1892
- Steatomys caurinus Thomas, 1912
- Steatomys cuppedius Thomas & Hinton, 1920
- Steatomys jacksoni Hayman, 1936
- Steatomys krebsii Peters, 1852
- Steatomys opimus Pousargues, 1894
- Steatomys parvus Rhoads, 1896
- Steatomys pratensis Peters, 1846